# Isidor Aguiló Cortès
Isidor Aguiló Cortès (Palma, 1862 - Barcelona, 1940) va ser un enginyer agrònom.
El 1889 ingressà en el cos d'enginyers agrònoms. Des de 1919 fou el director de l'Estació Olivarera de Tortosa. El 1919 impulsà la creació del "Boletín mensual de olivicultura y elaboración moderna del aceite de oliva". Ocupà diversos càrrecs a Barcelona i Madrid. Es jubilà el 1929, quan era inspector general del Consell Agronòmic. Dedica gran part de la seva activitat professional a estudiar i divulgar el conreu modern de l'olivera. En aquest sentit, organitzà un total de 34 camps d'experimentació olivarera, pronuncià nombroses conferències i edità fulletons de divulgació. Va ser secretari de l'Associació Nacional Olivarera.

## Obra
- 1897. La tierra labrantía y el trabajo agrícola en la provincia de Barcelona.
- 1906. Guissona y su comarca.
- 1909. Diputación Provincial de Gerona. Mejoras del cultivo del arroz en la próxima campaña.
- 1909. Mejoras en el cultivo del trigo.
- 1918. Recolección y escogido de la aceituna.
- 1918. Necesidad de abonar los olivares. Notas de vulgarización.
- 1918. La poda racional del olivo. Notas de divulgación.
- 1919. Notas de actualidad sobre la elaboración del aceite de oliva.
- 1920. Notas de nuestras recientes excursionesal valle de Albaira y a Mallorca. Cercfenamiento del tronco del olivo.
- 1923. La viruela del olivo.
- 1926. La mosca de la oliva. Necesidad de una lucha enérgica y perseverante.